# Česko-vietnamská společnost
Česko-vietnamská společnost je nevládní nezisková organizace, která si bere za cíl podporu česko-vietnamských vztahů a spolupráce a rozšiřování informovanosti o životě Vietnamců v Česku. Pořádá výstavy fotografií, besedy a semináře. Jejím čestným předsedou a zároveň tiskový mluvčí je Marcel Winter.
Předsedou je Miloš Kusý.